# Amsterdam-Noord
Amsterdam-Noord (Nord Amsterdam) è un quartiere autonomo (stadsdeel) di Amsterdam. L'area è separata da un corso d'acqua che la separa dal centro di Amsterdam e dal resto della città.
Il quartiere è abitato da 88.196 persone, ha una superficie di 49,01 km². Confina a sud-est con Amsterdam-Centrum, a sud con Amsterdam-Oost e ad est con Amsterdam-West e Amsterdam-Westpoort.
Essendo separato dal resto della città, il quartiere non era servito della linea tram né della metropolitana. Con la costruzione della Linea Nord-Sud della metropolitana nel 2018, il quartiere si è unito al resto della città.prima il quartiere era collegato alla città tramite tre gallerie stradali e grazie ad un servizio di traghetti.
Dal 1º gennaio 2005 il quartiere forma lo stadsdeel di Amsterdam-Noord.

## Quartieri dello stadsdeel di Amsterdam-Noord
| Immagine | Nome                                | Mappa |
| -------- | ----------------------------------- | ----- |
|          | Centrum Amsterdam-Noord             |       |
|          | Volewijck                           |       |
|          | IJplein                             |       |
|          | Vogelbuurt                          |       |
|          | Tuindorp Nieuwendam                 |       |
|          | Tuindorp Buiksloot                  |       |
|          | Nieuwendammerdijk en Buiksloterdijk |       |
|          | Tuindorp Oostzaan                   |       |
|          | Oostzanerwerf/ Molenwijk            |       |
|          | Kadoelen                            |       |
|          | Nieuwendam-Noord                    |       |
|          | Buikslotermeer                      |       |
|          | Banne Buiksloot                     |       |
|          | Buiksloterham                       |       |
|          | Nieuwendammerham                    |       |
|          | Landelijk Noord                     |       |